# Metajana chanleri
Metajana chanleri är en fjärilsart som beskrevs av Holland 1896. Metajana chanleri ingår i släktet Metajana och familjen ädelspinnare. Inga underarter finns listade i Catalogue of Life.